# Лагвилава, Бабуца Капитоновна
Бабуца Капитовна Лагвилава (род. 1928 год, Зугдидский район, ССР Грузия) — рабочая Зугдидской чайной фабрики № 1 Министерства пищевой промышленности Грузинской ССР. Герой Социалистического Труда (1974).

## Биография
Родилась в 1928 году в крестьянской семье в одном из сельских населённых пунктов Зугдидского района. В послевоенные годы трудилась купажницей на чайной фабрике № 1 в Зугдиди. На протяжении нескольких десятков лет выполняла производственные задания по купажу чайного листа. За выдающиеся трудовые достижения по итогам работы Семилетки (1959—1965) была награждена Орденом Трудового Красного Знамени и по итогам работы в годы Восьмой пятилетки (1966—1970) — Орденом Ленина.
Досрочно выполнила личные социалистические обязательства и производственные задания Девятая пятилеткаДевятой пятилетки (1971—1975). Указом Президиума Верховного Совета СССР от 17 января 1974 года удостоена звания Героя Социалистического Труда за «проявленную трудовую доблесть в выполнении заданий пятилетки и принятых социалистических обязательств на 1973 год, большой творческий вклад в увеличении производства продовольственных товаров» с вручением ордена Ленина и золотой медали «Серп и Молот» (№ 16525).
После выхода на пенсию проживала в Зугдиди.
Награды
- Герой Социалистического Труда
- Орден Ленина — дважды (26.04.1971; 1974)
- Орден Трудового Красного Знамени (02.04.1966)